# Samuel-Henry Berthoud
Pour les articles homonymes, voir Berthoud (homonymie).
Samuel-Henry Berthoud, né le 19 janvier 1804 à Cambrai et mort le 26 mars 1891 à Paris, est un écrivain et journaliste français, vulgarisateur scientifique pour la jeunesse.

## Biographie
Fils d’un imprimeur-libraire de sa ville natale, Berthoud rédigea, après avoir fait ses études, comme boursier, au collège de Douai, le journal qu’éditait son père, fonda, en 1828, la Gazette de Cambrai, et y inséra des feuilletons qui furent remarqués et le firent admettre aux principaux recueils littéraires, la Revue des deux Mondes, la Patrie (sous le nom de plume de « Sam »), la Mode etc. Il fut  directeur de publication du Musée des familles puis du Mercure de France, dans lesquels il écrivit de nombreux articles.
En même temps, il instituait à Cambrai des cours gratuits d’hygiène, d’anatomie, de droit commercial, et se chargeait lui-même d’enseigner la littérature. Sa collection des Chroniques et traditions surnaturelles de la Flandre, commencée à cette époque, fut complétée par lui et portée à 3 volumes (1831-1834).
Berthoud n’est pas seulement un écrivain fécond : toutes ses œuvres partent d’une donnée morale, et son style ne manque pas de verve. Il a notamment écrit :
- Contes misanthropiques (1831, in-8°) ;
- la Sœur de lait du vicaire (1832, in-8°), dont le premier titre était Bah ! ;
- le Cheveu du diable (1833, 2 vol.), légende fantastique ;
- Mater dolorosa, (1834, 2 vol.) ;
- l’Honnête homme (1837, in-8°) ;
- Pierre-Paul Rubens (1840, 2 vol.), inséré d’abord au Musée des familles ;
- la Bague antique (1842, 4 vol.), roman en deux séries ;
- Berthe Frémicourt (1843, 2 vol.) ;
- l’Enfant sans mère (1843, 2 vol.) ;
- le Fils du rabbin (1844, 2 vol.) ;
- Daniel (1845, 2 vol.), récit de famille ;
- la Palette d’or (1845) ;
- la Mare du diable (1847) ;
- El-Hioudi (1848, 4 vol.), études de mœurs algériennes ;
- le Zéphyr d’El-Arouch (1850), qui a paru dans le journal le Pays.

Il a spécialement écrit pour la jeunesse la France historique, industrielle et pittoresque (1835-1837. 3 vol.), et plusieurs volumes de la collection des Petits livres de M. le curé (1844-1850) (dont Les histoires de mon oncle Samuel, reprenant en particulier un article du Musée des familles sur Félix Armand). Citons encore : une Bonne qu’on renvoie, vaudeville fort gai, joué, en 1851, au théâtre des Variétés.
Amateur du jeu de dominos, Berthoud a fait partie du club des Dominotiers fondé vers 1838 à Paris par le sculpteur Dantan le Jeune. En 1848, un autre Dominotier Louis Jousserandot a écrit en hommage aux Dominotiers et au jeu de dominos une épître à Dantan le Jeune et Berthoud, datée de Paris, le 15 février 1848. Elle est consultable en ligne sur le site Gallica de la BNF.
Berthoud a été nommé chevalier de la Légion d'honneur le 1er septembre 1844 et promu officier le 14 août 1867.

## Publications
- Chroniques et traditions surnaturelles de la Flandre, 1834, Première série, Paris, Werdet. Disponible en texte intégral sur LillOnum.
- Chroniques et traditions surnaturelles de la Flandre, 1834, Deuxième série, Paris, Werdet. Disponible en texte intégral sur LillOnum
- Chroniques et traditions surnaturelles de la Flandre, 1834, Troisième série, Paris,  Werdet, Disponible en texte intégral sur LillOnum